# Cratylia argentea
Cratylia argentea là một loài thực vật có hoa trong họ Đậu. Loài này được (Desv.) Kuntze miêu tả khoa học đầu tiên.